# La Haye (Sena Marítimo)
 La Haye  es una población y comuna francesa, en la región de Alta Normandía, departamento de Sena Marítimo, en el distrito de Dieppe y cantón de Argueil.

## Demografía
| 1 212 | 916 | 1 021 | 975 | 1 096 | 927 | 1 120 | 636 | 583 | 564 | 525 | 443 | 423 | 431 | 436 | 431 | 365 | 340 | 315 | 275 | 273 | 288 | 239 | 261 | 289 | 274 | 246 | 213 | 204 | 222 | 218 | 263 | 269 |
| Para los censos de 1962 a 1999 la población legal corresponde a la población sin duplicidades (Fuente: INSEE [Consultar]) |     |       |     |       |     |       |     |     |     |     |     |     |     |     |     |     |     |     |     |     |     |     |     |     |     |     |     |     |     |     |     |     |